# وینینگن
وینینگن (به آلمانی: Winningen) یک شهر در آلمان است که در ماین-کبلنتس واقع شده‌است. وینینگن ۲٬۴۵۶ نفر جمعیت دارد.